# Berkanowo
Berkanowo (niem.: Berkenow) – wieś w Polsce położona w województwie zachodniopomorskim, w powiecie świdwińskim, w gminie Świdwin.
Według danych z 2011 roku wieś liczyła 284 mieszkańców. 
Do 1954r. Berkanowo znajdowało się w gminie Lekowo w powiecie białogardzkim.